# 벵골어
벵골어(벵골어: বাংলা, "방라")는 벵골인의 언어이다. 주로 방글라데시 및 인도의 서벵골주에서 사용되고 있으며, 아삼 주 등 주변 지역에도 많은 화자가 있다. 방글라데시의 국어이며, 또 인도에서도 헌법의 제8부칙에서 지정된 22개의 지정언어의 하나로서, 서벵골주와 트리푸라주의 공용어이다. 모어 화자 수는 2억 명을 헤아리며, 세계에서 5번째로 모어 화자 수가 많고 7번째로 총 구사자 수가 많은 언어이다.
인도유럽어족 인도이란어파에 속하며, 그 중에서도 아삼어 등 가까운 언어들과 함께 동부 인도아리아어라는 분류에 속한다. 표기에는 데바나가리 문자처럼 브라흐미 문자의 일종에 해당하는 벵골 문자를 사용한다.

## 역사

### 현대

#### 벵골어 공용어 운동

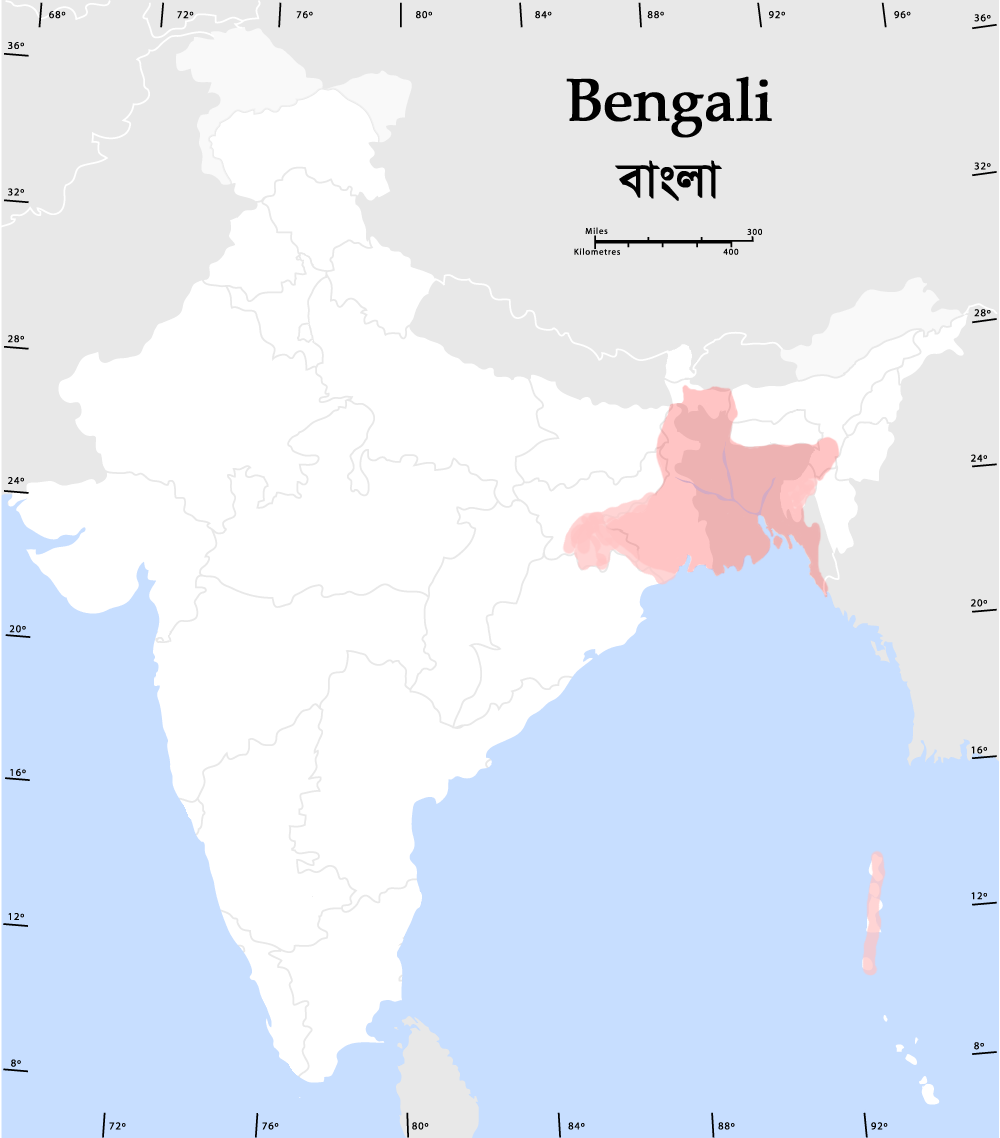
벵골어의 화자 분포

현재의 방글라데시국은 본래 영국으로부터 독립할 때 파키스탄령 동벵골로서 출발했다. 1947년부터 1971년까지 이어진 파키스탄 통치 하(동파키스탄 시대)에서는, 우르두어를 유일한 공용어로 삼고자 한 서파키스탄에 대항하여 벵골어를 동벵골의 민족적 아이덴티티의 중심이라고 여겼고, 이는 최종적으로 파키스탄으로부터의 독립으로 이어졌다. 1950년부터 1952년에 걸쳐 행해졌던 벵골어 운동에서는 1952년 2월 21일 벵골어를 공용어로 할 것을 요구하는 언어운동가와 학생 데모대가 파키스탄군과 무력충돌하는 데까지 이르렀다. 현재 이 날은 "벵골어 공용어 운동의 날"로서 방글라데시의 공식 축일이 되어 있다. 그 외에 국제 모국어의 날로서 국제 연합의 기념일로도 되어 있다.
1961년 5월 19일에는 다른 충돌이 일어나 벵골어와 아삼어의 경시에 항의하는 데모대와 경관대가 충돌하여 11명의 사망자를 냈다. 이것은 벵골어 운동을 격화시켰다. 이후에도 동파키스탄에서는 벵골어 공용어화를 주장하는 운동이 계속되었고, 얼마 안 있어 이것은 서파키스탄으로부터의 독립운동으로 진행되며, 방글라데시 독립전쟁, 제3차 인도-파키스탄 전쟁으로 이어지기에 이르렀다. 그 결과, 1971년 파키스탄군은 동벵골로부터 철수할 수 밖에 없었다.

## 방언
20세기 초까지 벵골어에는 크게 2가지의 서면 언어 문체가 있었는데, 하나는 산스크리트어나 팔리어 유래의 어휘가 많은 사두 바샤(সাধু ভাষা, Sadhu bhasha)이고 더 간략화된 문법 등이 특징인 촐리토 바샤(চলিত ভাষা, Chôlito bhasha)였다. 사두 바샤는 라빈드라나트 타고르가 쓴 인도의 국가(國歌) 자나 가나 마나의 원문에 쓰인 것으로 유명하나, 오늘날에는 글쓰기에 사용되는 경우가 드물다. 촐리토 바샤는 19~20세기 표준화된 벵골어의 바탕을 이루었다고 여겨진다. 현대 표준 벵골어는 대체로 나디아와 쿠슈티아 지역의 방언을 기반으로 하고 있다.
벵골어는 지리적 분포에 따라 여러 방언이 있으며 이들은 함께 방언 연속체를 이룬다. 특히 동부의 치타공과 실렛 방언은 표준 벵골어와 차이가 커서 종종 별개의 언어(치타공어, 실렛어)로 여겨진다.

## 음소
기본음소 45개 외, 5개의 부속음소를 가진다. 자음은 29개, 모음은 14개이다(비모음을 포함한다).
|          | 전설           | 중설 | 후설      |
| -------- | -------------- | ---- | --------- |
| 고모음   | ই~ঈ i          |      | উ~ঊ u     |
| 중고모음 | এ e            |      | ও ʊ~o u/o |
| 중저모음 | এ্যা/অ্যা æ or ɛ ê |      | অ ɔ~ɒ ô/a |
| 저모음   |                | আ a  |           |

|          | 전설      | 중설모음 | 후설모음 |
| -------- | --------- | -------- | -------- |
| 고모음   | ইঁ~ঈঁ ĩ     |          | উঁ~ঊঁ ũ    |
| 중고모음 | এঁ ẽ       |          | ওঁ õ      |
| 중저모음 | এ্যাঁ / অ্যাঁ æ̃ |          | অঁ ɔ̃      |
| 저모음   |           | আঁ ã      |          |

|        |           | 순음 | 치음/ 치경음 | 권설음 | 후치경음/ 치경구개음 | 연구개음 | 성문음 |
| ------ | --------- | ---- | ------------ | ------ | -------------------- | -------- | ------ |
| 비음   | 비음      | m    | n            |        |                      | ŋ        |        |
| 파열음 | 무성 무기 | p    | t̪            | ʈ      | tʃ~tɕ                | k        |        |
| 파열음 | 무성 유기 | pʰ   | tʰ           | ʈʰ     | tʃʰ~tɕʰ              | kʰ       |        |
| 파열음 | 유성 무기 | b    | d̪            | ɖ      | dʒ~dʑ                | ɡ        |        |
| 파열음 | 유성 유기 | bʱ   | dʱ           | ɖʱ     | dʒʱ~dʑʱ              | ɡʱ       |        |
| 마찰음 | 무성      | (ɸ)  | s            |        | ʃ~ɕ                  |          | (h)    |
| 마찰음 | 유성      | (β)  | (z)          |        | (ʒ~ʑ)                |          | ɦ      |
| 접근음 | 접근음    | (w)  | l            |        | (j)                  |          |        |
| R음    | 무기      |      | r            | ɽ      |                      |          |        |
| R음    | 유기      |      |              | (ɽʱ)   |                      |          |        |

## 문법
명사에 문법적 성이 없어 형용사 변화가 적다. 기본 어순은 SOV형이며, 전치사가 아니고 후치사를 사용한다. 지시 형용사나 관사는 명사의 뒤에 놓여지지만, 일반 형용사 종류는 앞에 놓인다. 격은 4종류(주격·대격·속격·처격)가 있다.
명사나 동사의 어형변화는 접미사로 행하며, 교착어적인 성격이 강하다. 명사의 수표시는 의무적이 아니고(정관사만 구별된다), 동사에도 인칭변화나 대우에 의한 변화는 있지만, 수에 의한 변화는 없다. 수를 나타내려면 반드시 조수사를 사용한다(이것은 동남아시아·동아시아의 제 언어와 공통의 성질이다). 계사는 어휘 목록에는 존재하나 현재시제에서 영형태로 나타난다.

## 같이 보기
- 치타공어
- 롬인